# 颜峻
颜峻（1973年—），甘肃兰州人。他是中国大陆的音乐家、诗人和声音艺术家，独立厂牌撒把芥末的发起人。曾经是乐评人。

## 生平
1973年生于甘肃省兰州市，就读于西北师范大学中文系，毕业后在兰州晚报工作，并兼职在当地电台作摇滚乐节目。
1999年从报社辞职，移居北京。

## 作为乐评人
1996年开始在《音乐生活报》上开设专栏以来，在《音乐天堂》、《摩登天空》、《通俗歌曲》、《非音乐》、《自由音乐》、《口袋音乐》、《读书》、《东方》、《视界》、《今日先锋》、《书城》等上百家杂志上发表大量文章，并策划和组织国内和国外乐队和艺人的演出，包括舌头、左小祖咒、大友良英、灰野敬二、Elliott Sharp、兹比格涅夫·卡科夫斯基等。
2014年，在撒把芥末厂牌发表《野兽档案 （页面存档备份，存于）》（PDF版），系重新校改过的大部分与中国地下音乐有关的音乐文章。其他结集出版的乐评、访谈和音乐随笔，参看 著作。

## 作为音乐家
2003-2004年，开始田野录音创作。并和王凡、FM3、武权合作进行实验性的演出，使用田野录音、人声和电子乐器。
2005年创建铁观音乐队，开始主持实验音乐和即兴音乐活动水陆观音，共持续167期。主持Mini MIDI音乐节，并为大山子国际艺术节、大声展等艺术活动担任策划。
2008年以来，活跃在国内外音乐演出中。并与这个店（维他命艺术空间）等艺术机构合作，创作声音艺术相关作品。参加过2014年上海双年展。目前是大友良英领导的FEN乐队成员。并与小河、巫娜、李戴菓等人组成了茶博士五重奏乐队。

## 作为诗人
1996年，发表诗集《诗49首》。复印，50册。
2001年，在撒把芥末厂牌发表诗集《次声波》。印数600册。
2006年8月，在撒把芥末厂牌发表个人第三本诗集《不可能》。印数1000册。。
2011年6月，参加鹿特丹国际诗歌节。
2012年，在澳大利亚/日本的出版社 Vagabond 出版英文诗集 You Jump Into Another Dream。由美国诗人 Glenn Stowell 翻译。
2012年，参加柏林国际诗歌节。

## 著作
1999年，《北京新声》（与欧宁、聂筝合作，湖南文艺出版社）ISBN 7-5404-2184-3
1999年，《铁血摇滚》（成都音像出版社）
2001年，《内心的噪音》（外文出版社）ISBN 7-119-02543-0
2001年7月，《次声波--sub jam b003》（自印，铁托出品）ISBN 9787080314142
2002年，《地地下——新音乐潜行记》（文化艺术出版社）ISBN 9787503921964
2004年6月，《燃烧的噪音》（江苏人民出版社）ISBN 721403669X
2005年9月1日，《我在我不在的地方》（接力出版社）ISBN 9787806799987
2006年，《灰飞烟灭--一个人的摇滚乐观察》（花城出版社）ISBN 9787536047358
2006年8月，《不可能》（出版：SUBJAM）